# Journal of Algebra
Journal of Algebra is een toonaangevend internationaal, aan collegiale toetsing onderworpen wetenschappelijk tijdschrift op het gebied van de abstracte algebra. Het tijdschrift was een initiatief van de Academic Press, maar wordt het nu door Elsevier uitgegeven. De Journal of Algebra werd in 1964 door Graham Higman opgericht, die van 1964 tot 1984 de redactie voerde. Walter Feit was van 1985 tot 2000 hoofdredacteur.
De Journal of Algebra kondigde in 2004 aan ook over computeralgebra te gaan schrijven, onder een aparte redactie. Het eerste nummer volledig over computeralgebra was vol. 292, nummer 1 van oktober 2005.